# Harpella amazonica
Harpella amazonica är en svampart som beskrevs av Ríos-Velásquez, Lichtw., Hamada & Alencar 2003. Harpella amazonica ingår i släktet Harpella och familjen Harpellaceae.   Inga underarter finns listade i Catalogue of Life.